# Pozo de San Lázaro

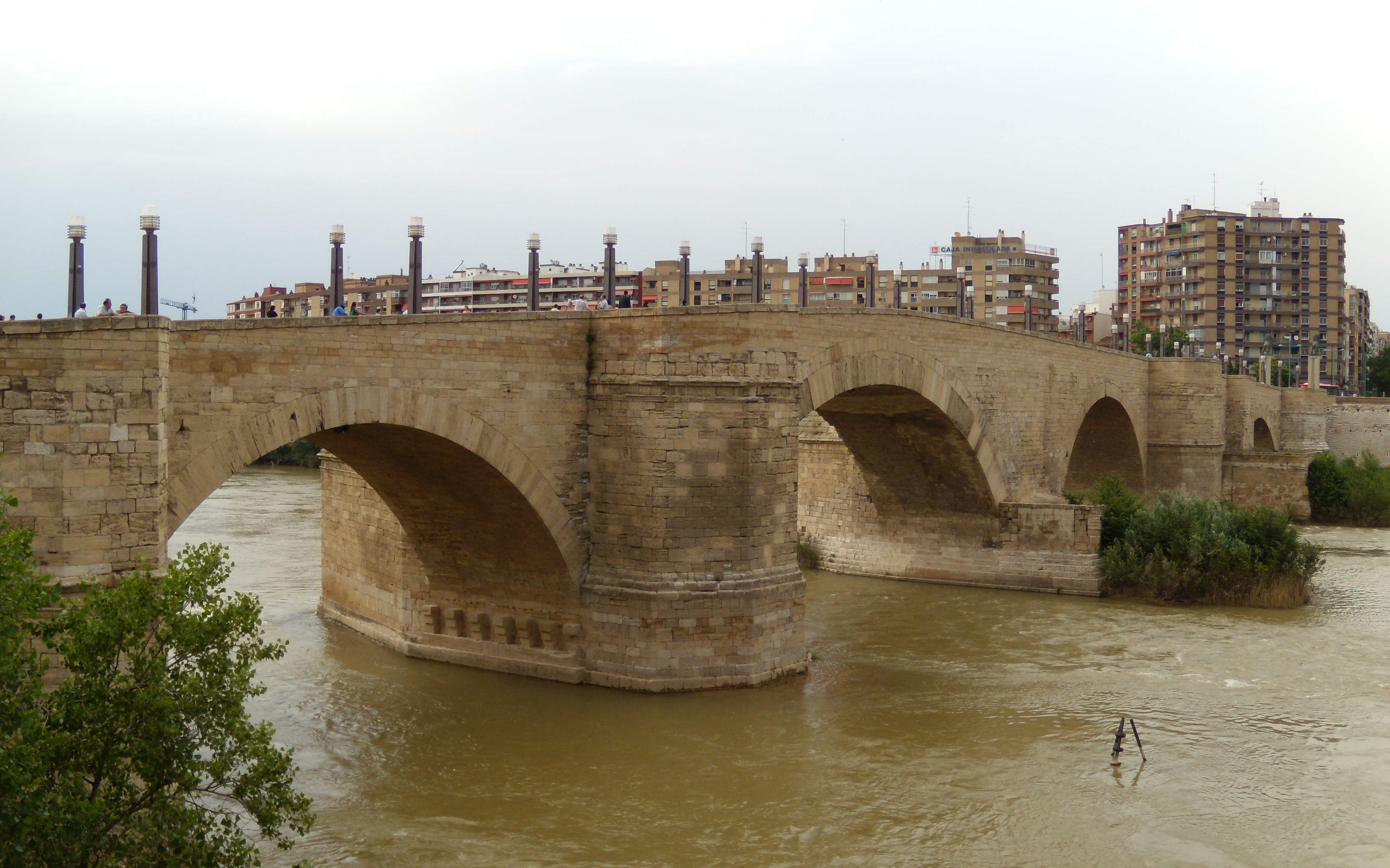
Puente de Piedra.

El Pozo de San Lázaro es una sima que se encuentra en el río Ebro entre las dos arcadas más septentrionales del "puente de Piedra" de Zaragoza. La creencia popular dice que no tiene fondo y que todo lo que cae dentro se lo traga. Otros dicen que llega hasta Tortosa y que su salida es al mar.
Su nombre lo toma del convento de San Lázaro, fundado en 1224 por la orden de Nuestra Señora de La Merced, que se encontraba junto al Ebro, cerca del puente de Piedra, en el Arrabal. 
El pozo es el lugar que ha elegido mucha gente para acabar con su vida, existiendo también una leyenda que nos cuenta cómo dos enamorados, Azucena y Roldán, ante la prohibición de sus familias de amarse libremente. no vieron más salida que entrelazar sus manos con un cachirulo y arrojarse a las frías aguas del Ebro para disfrutar del amor eterno. Sus cadáveres nunca se encontraron.
Existe un texto que narra todo esto llamado "La Leyenda del Pozo de San Lázaro - Los enamorados del Arrabal", cuya escritora es la Aragonesa María del Pilar Nieto Garcés.
En diciembre del año 1971 un autobús cayó al Ebro en este punto. El autobús desapareció bajo las aguas con nueve personas que no se encontraron nunca. Hasta 10 años después no pudo ser sacado del Ebro, acción que fue realizada por los bomberos de Zaragoza.